# Бронекатера типа «Штык» в ВМФ СССР
Бронекатера типа «Штык» — первые в мире бронекатера российского, а впоследствии советского Военно-морских флотов, служившие в Амурской военной флотилии с 1912 года по 1954 год.

## Предыстория
Посыльные суда типа «Штык» Амурской военной флотилии, построенные Путиловским заводом в 1909 году, фактически были первыми в мире бронекатерами. Доставлялись для сборки в село Кокуй Забайкальской области по железной дороге. «Штык» до 1913 года на Балтийском море для испытаний. 4 в 1915 году перевезли на Балтийское (в 1918 году захвачены финнами) и 4 на Чёрное моря. «Пика» и «Копьё» до 1947 года в Амурской флотилии.

## История
К 1929 году в состав Амурской военной флотилии входили и бронекатера «Копьё» и «Пика» и они в составе Амурской флотилии приняли участие в первом после Гражданской войны крупном вооружённом конфликте в 1929 году на КВЖД. Во время боёв советские моряки участвовали в разгроме Сунгарийской военной флотилии. Бронекатера «Копьё» и «Пика» вместе с бронекатером «Барс» под огнём разведывали проходы в заграждениях китайцев к Лахасусу и затем к Фугдину. Высаженные под огнём с судов флотилии красноармейские подразделения при поддержке корабельной артиллерии овладели городами Лахасусу и Фугдин. За успешные боевые действия Амурская флотилия в 1930 году удостоилась ордена Красного Знамени.

## Характеристики на 1944 год
Водоизмещение нормальное: 23,5 т;
Длина: 20,4 м;
Ширина: 3,13 м;
Осадка наибольшая: 0,69 м;
Высота борта наибольшая: 1,6 м;
Высота по боевой рубке: 3,9 м;
Двигатели: 2 бензиновых двигателя Даймлер по 100 л. с.;
Запас топлива: 1,7 т бензина Б-70;
Скорость хода наибольшая по течению/против: 8,6 (16) / 6,2 (11,5) узла (км/час);
Дальность плавания полным ходом по течению/против: 297 (550) / 313 (580) миль (км);
Артиллерийские орудия: 1 76,2-мм образца 1909 года;
Боекомплект: 240 унитарных патронов;
Пулемёты: 2 7,62-мм Максима;
Бронирование: Борта, рубка и щиты орудий — 8 мм;
Экипаж: 12 человек (1 офицер, 4 старшины, 7 рядовых).

## Служба бронекатеров
1. № 93 (до 15 сентября 1934 года “Копьё”, до 15 апреля 1937 года БК-103)
Закладка в 1908 году на Путиловском заводе, спуск на воду летом 1910 года, вступление в строй Амурской флотилии в 1912 году как посыльное судно. 19 января 1918 года перешёл к Советской власти. 7 сентября 1918 года захвачен японцами в Хабаровске и уведён на остров Сахалин. 1 мая 1925 года возвращён СССР, отремонтирован и 16 октября 1925 года вошёл в Амурскую военную флотилию Морских сил Дальнего Востока как бронекатер. В октябре-ноябре 1929 года во время конфликта на КВЖД участвовал в боевых действиях. Капитальный ремонт в 1934 году. 24 октября 1940 года сдан для разборки на металлолом, но скоро возвращён в Амурскую флотилию. Участвовал в советско-японской войне в Маньчжурской наступательной операции 9 августа — 2 сентября 1945 года. В 1954 году сдан на слом. 
2. № 94 (до 15 сентября 1934 года “Пика”, до 15 апреля 1937 года БК-104)
Закладка в 1908 году на Путиловском заводе, спуск на воду летом 1910 года, вступление в строй Амурской флотилии в 1912 году как посыльное судно. 19 января 1918 года перешёл к Советской власти. Участвовал в гражданской войне. 18 сентября 1918 года экипажем выведен из строя из-за угрозы захвата японцами. 17 февраля 1920 года снова вошёл в советский флот. В 1925 году прошёл восстановительный ремонт и 16 октября 1925 года переклассифицирован в бронекатер. В октябре-ноябре 1929 года участвовал в советско-китайском конфликте на КВЖД. С 27 июня 1931 года вошёл в Амурскую флотилию. В 1934 году прошёл капитальный ремонт. Сдан 24 октября 1940 года для разборки на металлолом, но вскоре возвращён в Амурскую флотилию. Участвовал в советско-японской войне в Маньчжурской наступательной операции 9 августа — 2 сентября 1945 года. В 1954 году сдан на слом.

### Участие в Маньчжурской операции 1945 года
Бронекатера БК-93 и БК-94 (бывшие «Копьё» и «Пика»; скорость на тихой воде 16 км/час, вооружение: одна 76-мм горная пушка образца 1909 года к августу 1945 года, вместе с 2 бронекатерами типа «Н» — БК-81 и БК-84 (водоизмещение 18 т; вооружение: одна 76-мм короткая пушка образца 1913 года) входили во 2-й отряд бронекатеров сретенского отдельного дивизиона (содрк) Амурской флотилии. Содрк должен был поддержать 74-й пограничный отряд в действиях на границе по рекам Айгунь и Амур от начала Амура до села Джалинда, находящегося (и в настоящее время) на меридиане станции Сковородино. Также в задаче отряда было взаимодействие с соседним пограничным отрядом, находящимся по течению Амура ниже Джалинды. На случай боевых действий в верховьях Амура отрабатывалось взаимодействие содрк с 368-м горнострелковым полком 2-й Краснознамённой армии, который находился на железнодорожной станции Ерофей Павлович.
Основным направлением совместных действий содрк и пограничников назначен маньчжурский уездный город Мохэ, где был японский гарнизон.
Приказ о начале боевых действий получен вечером 8 августа. Катера 2-го отряда содрк, приведённые в боевую готовность, ночью вышли по Амуру к селу Покровка (Могочинский район ).
На рассвете 10 августа бронекатера 2-го отряда приняли десант пограничников и вошли в устье реки Аргунь, обстреляв у устья из пулемётов наблюдательные посты японцев. Высаженный с катеров десант пограничников захватил опорный пункт японцев в посёлке Элехэхада, уничтожив в посёлке засады и группу смертников.
Бронекатера 2-го отряда поднялись вверх по Аргуни только на 10—15 км, дальше идти не позволяли глубины реки, и там стали действовать малые пограничные катера.
Основная же поставленная задача была захват города Мохэ, находящегося напротив посёлка Игнашино. В Мохэ были основной гарнизон и командование японских войск, дислоцированных у верховий Амура и у реки Аргунь. 368-й горнострелковый полк (368-й гсп) за ночь перешёл со станции Ерофей Павлович в Игнашино, чтобы переправиться через Амур и захватить Мохэ.
На рассвете 10 августа бронекатера 2-го отряда содрк высадили десант 368-го гсп в двух-трёх километрах выше Мохэ, а бронекатера 1-го отряда прямой наводкой обстреляли огневые точки и другие цели у воды в Мохэ и заняли огневые позиции для огневой поддержки высадки основного десанта 368-го гсп. Под прикрытием бронекатеров подразделения 368-го гсп посажены на плавучую базу ПБ-4 и малые пограничные катера и начали высадку на берег в Мохэ.
Подразделения горнострелкового полка и пограничников вошли в город и стали продвигаться в глубину. Не прошло и часа, как на зданиях города появились белые флаги, а жители города направились также с белыми флагами в руках к берегу реки. Артиллерийский огонь с бронекатеров был прекращён. Японцы гарнизона вместе с семьями ушли лесными тропами в горы, предварительно предав огню склады с вооружением и продовольствием.
Подразделения 368-го гсп продвинулись на километр-полтора. Пограничники начали преследование отступающего противника и проверку окрестностей города на наличие засад и групп смертников.
После захвата Мохэ 368-й гсп отозван на другое направление. Катера сретенского дивизиона переправили его обратно на левый берег Амура, оттуда полк направился к станции Ерофей Павлович. В Мохэ и других захваченных опорных пунктах японцев остались подразделения 74-го пограничного отряда.
В результате боевых действий на судах содрк потерь личного состава нет, у пограничников несколько человек ранены.
Последующие несколько дней бронекатера сретенского дивизиона находились в Мохэ в повышенной боевой готовности на случай вылазок японцев. Только когда все берега у устья Аргуни до села Джалинда, все дороги и тропы от рек на три-пять километров проверены пограничниками и они засад там не обнаружили, катера дивизиона отошли на левый берег Амура, в район Покровки и перешли на повседневный режим деятельности.